# Ned ’N Edna’s Blend
«Ned ’N Edna’s Blend Agenda» или «Ned ’N Edna’s Blend» (с англ. — «Смесь Неда и Эдны») — двадцать первый эпизод двадцать третьего сезона мультсериала «Симпсоны», который вышел на телеканале «FOX» 13 мая 2012 года.

## Сюжет
В Спрингфилде постановка спектакля про Иисуса Христа, на главную роль зачислен Гомер Симпсон. Когда Гомера повесили на крест, то крест сломался и упал на Неда Фландерса.
Приезжает скорая помощь и забирает Неда. К машине прибегает Эдна Крабаппл, и выясняется, что Эдна и Нед в тайне от всех поженились, поскольку Эдна считает, что у спрингфилдцев такая привычка лезть куда не надо и при этом выставлять на всеобщее обозрение. Мардж решает устроить для них поздравительный приём.
На вечеринке выяснилось, что брак Неда не идеален. Тем временем Эдна решает помочь Роду и Тодду адаптироваться к реальному миру, поменяв некоторые правила. Неду это не понравилось, и он поссорился с Эдной. Переночевав у Симпсонов, он видит, что Гомер и Мардж за столько лет совместной жизни так и не пришли к единому мнению в вопросах воспитания детей и это не мешает им быть счастливыми. Нед идет в школу и извиняется перед Эдной. Она его прощает.
В финальной сцене показано открытие 50-го филиала Слизняка Сэма. Слизняк Сэм приглашает Иисуса (переодетый Гомер), и там Гомера ударяет молнией(Лиза предупреждала насчет этого).

## Интересные факты
- Серия является продолжением финала предыдущего сезона, «The Ned-Liest Catch».